# Plectris aenescens
Plectris aenescens är en skalbaggsart som beskrevs av Moser 1918. Plectris aenescens ingår i släktet Plectris och familjen Melolonthidae. Inga underarter finns listade i Catalogue of Life.